# Slobodan Živojinović
Slobodan Živojinović (* 23. Juli 1963 in Belgrad) ist ein ehemaliger jugoslawischer Tennisspieler. 1986 führte er die Tennis-Weltrangliste im Herrendoppel an.

## Karriere
Živojinović war mehrfacher jugoslawischer Jugendmeister. Er gewann 1981 den Juniorentitel der Italian Open und wurde im selben Jahr Tennisprofi. 1984 erreichte er in Kitzbühel sein erstes Viertelfinale auf der ATP World Tour. Im Jahr darauf stand er im Finale des ATP-Turniers von Nancy sowie des Challenger-Turniers von Thessaloniki. Zudem stand er im Halbfinale der Queen’s Club Championships und gewann er an der Seite von Libor Pimek in Boston seinen ersten ATP-Doppeltitel. 1986 gewann er schließlich seinen ersten von zwei Einzeltiteln, im Laufe seiner Karriere errang er zudem acht Turniersiege im Doppel. Seine besten Notierungen in der Weltrangliste erreichte er 1987 mit Position 19 im Einzel sowie 1986 mit Rang 1 im Doppel.
Seine besten Einzelergebnisse bei Grand-Slam-Turnieren waren die Halbfinalteilnahmen bei den Australian Open 1985 sowie in Wimbledon 1986. An der Seite von Andrés Gómez gewann er 1986 die US Open.
Živojinović spielte zwischen 1981 und 1992 39 Einzel- und 23 Doppelpartien für die jugoslawische Davis-Cup-Mannschaft. Seine größten Erfolge mit der Mannschaft waren die Halbfinalteilnahmen in der Weltgruppe 1988 und 1991. Bei der 0:5-Niederlage im Halbfinale gegen Deutschland verlor er gegen Boris Becker und Eric Jelen beide Einzel sowie die Doppelpartie an der Seite von Goran Ivanišević. Auch bei der 0:5-Halbfinalniederlage gegen Frankreich konnte er weder seine Einzel- noch seine Doppelpartie gewinnen. 1988 trat er bei den Olympischen Spielen für Jugoslawien im Einzel und im Doppel an. Im Einzel scheiterte er in Runde zwei an Guy Forget, mit seinem Doppelpartner Goran Ivanišević stieß er bis ins Viertelfinale vor, in dem sie den späteren Silbermedaillisten Sergio Casal und Emilio Sánchez Vicario aus Spanien unterlagen.
Živojinović ist seit 1991 in zweiter Ehe mit der Sängerin Lepa Brena verheiratet. Neben einem Sohn aus erster Ehe hat Živojinović zwei weitere Söhne mit Brena. Im November 2000 wurde ihr gemeinsamer, damals achtjähriger Sohn Stefan entführt und fünf Tage später nach Zahlung eines Lösegelds wieder freigelassen. Die Polizei konnte die Täter 2003 im Rahmen der Polizei-Aktion Sablja fassen.

## Erfolge
| Legende                       |
| Grand Slam (1)                |
| Tennis Masters Cup            |
| ATP Masters Series            |
| ATP International Series Gold |
| ATP International Series (9)  |
| ATP Challenger Tour (2)       |

### Einzel

#### Turniersiege

##### ATP World Tour
| Nr. | Datum             | Turnier | Belag         | Finalgegner         | Ergebnis      |
| --- | ----------------- | ------- | ------------- | ------------------- | ------------- |
| 1.  | 17. November 1986 | Houston | Teppich (i)   | Scott Davis         | 6:1, 4:6, 6:3 |
| 2.  | 10. Oktober 1988  | Sydney  | Hartplatz (i) | Richard Matuszewski | 7:6, 6:3, 6:4 |

##### ATP Challenger Tour
| Nr. | Datum       | Turnier   | Belag | Finalgegner      | Ergebnis      |
| --- | ----------- | --------- | ----- | ---------------- | ------------- |
| 3.  | 6. Mai 1991 | Ljubljana | Sand  | Andrei Olchowski | 6:7, 7:6, 6:3 |

#### Finalteilnahmen

##### ATP World Tour
| Nr. | Datum         | Turnier      | Belag     | Finalgegner   | Ergebnis      |
| --- | ------------- | ------------ | --------- | ------------- | ------------- |
| 1.  | 18. März 1985 | Nancy        | Hartplatz | Tim Wilkinson | 4:6, 7:6, 9:7 |
| 2.  | 2. Mai 1988   | Forest Hills | Sand      | Andre Agassi  | 5:7, 6:7, 5:7 |

##### ATP Challenger Tour
| Nr. | Datum             | Turnier      | Belag     | Finalgegner    | Ergebnis      |
| --- | ----------------- | ------------ | --------- | -------------- | ------------- |
| 2.  | 9. September 1985 | Thessaloniki | Hartplatz | Peter Lundgren | 6:3, 3:6, 6:7 |

### Doppel

#### Turniersiege

##### ATP World Tour
| Nr. | Datum            | Turnier   | Belag       | Partner        | Finalgegner                         | Ergebnis                |
| --- | ---------------- | --------- | ----------- | -------------- | ----------------------------------- | ----------------------- |
| 1.  | 8. Juli 1985     | Boston    | Hartplatz   | Libor Pimek    | Peter McNamara Paul McNamee         | 2:6, 6:4, 7:6           |
| 2.  | 17. März 1986    | Brüssel   | Teppich (i) | Boris Becker   | John Fitzgerald Tomáš Šmíd          | 7:6, 7:5                |
| 3.  | 24. März 1986    | Rotterdam | Teppich (i) | Stefan Edberg  | Wojciech Fibak Matt Mitchell        | 2:6, 6:3, 6:2           |
| 4.  | 26. August 1986  | US Open   | Hartplatz   | Andrés Gómez   | Joakim Nyström Mats Wilander        | 4:6, 6:3, 6:3, 4:6, 6:3 |
| 5.  | 23. März 1987    | Brüssel   | Teppich (i) | Boris Becker   | Chip Hooper Mike Leach              | 7:6, 7:6                |
| 6.  | 30. März 1987    | Mailand   | Teppich (i) | Boris Becker   | Sergio Casal Emilio Sánchez Vicario | 3:6, 6:3, 6:4           |
| 7.  | 8. Oktober 1988  | Tokio     | Teppich (i) | Andrés Gómez   | Boris Becker Eric Jelen             | 7:5, 5:7, 6:3           |
| 8.  | 12. Februar 1990 | Brüssel   | Teppich (i) | Emilio Sánchez | Goran Ivanišević Balázs Taróczy     | 7:5, 6:3                |

##### ATP Challenger Tour
| Nr. | Datum       | Turnier   | Belag | Partner          | Finalgegner                | Ergebnis |
| --- | ----------- | --------- | ----- | ---------------- | -------------------------- | -------- |
| 1.  | 6. Mai 1991 | Ljubljana | Sand  | Andrei Olchowski | Richard Vogel Daniel Vacek | 7:5, 6:3 |

#### Finalteilnahmen

##### ATP World Tour
| Nr. | Datum             | Turnier      | Belag     | Partner      | Finalgegner                    | Ergebnis      |
| --- | ----------------- | ------------ | --------- | ------------ | ------------------------------ | ------------- |
| 1.  | 11. November 1985 | Wembley      | Teppich   | Boris Becker | Anders Järryd Guy Forget       | 5:7, 6:4, 5:7 |
| 2.  | 5. Mai 1986       | Forest Hills | Sand      | Boris Becker | Andrés Gómez Hans Gildemeister | 6:7, 6:7      |
| 3.  | 11. August 1986   | Toronto      | Hartplatz | Boris Becker | Chip Hooper Mike Leach         | 7:6, 3:6, 3:6 |
| 4.  | 20. Oktober 1986  | Wien         | Hartplatz | Brad Gilbert | Ricardo Acioly Wojciech Fibak  | kampflos      |
| 5.  | 3. November 1986  | Stockholm    | Hartplatz | Pat Cash     | Sherwood Stewart Kim Warwick   | 4:6, 4:6      |
| 6.  | 16. Oktober 1989  | Tokio        | Teppich   | Andrés Gómez | Kevin Curren David Pate        | 6:4, 3:6, 6:7 |

##### ATP Challenger Tour
| Nr. | Datum              | Turnier      | Belag | Partner            | Finalgegner             | Ergebnis |
| --- | ------------------ | ------------ | ----- | ------------------ | ----------------------- | -------- |
| 1.  | 10. September 1984 | Thessaloniki | Sand  | George Kalovelonis | Jeremy Bates Steve Shaw | 2:6, 4:6 |